# Lars Hägglund
Lars Joakim Hägglund, född 19 september 1979 i Sollefteå, är en svensk artist, sångare, låtskrivare och musikproducent. 
Som låtskrivare har Hägglund skrivit musik åt bland annat Sara Varga. Han har även 2013 tillsammans med Varga skrivit all musik till Mats Arehns film Bäst före med bland andra Brasse Brännström, Ewa Fröling och Kjell Bergkvist i rollerna. Hägglund har även producerat musiken till filmen. 
Hägglund har medverkat som huskör i Melodifestivalen åren 2008-2012 men även andra stora TV-produktioner, bland andra Världens barn-galan, Rosabandet-galan, Allsång på skansen. Han har även turnerat med bland andra Björn Skifs, Christer Björkman, Thomas Dileva, Charlotte Perrelli, Benjamin Ingrosso RIX FM Festival, Sara Varga och många fler..

## Bakgrund
Hägglund började på Kommunala musikskolan i Sollefteå för att sedan söka sig till estetiska programmet på Härnösands gymnasium. Efter gymnasiet flyttade Hägglund till Göteborg där han läste på Performing art's schools treåriga yrkesutbildning. Han studerade bland annat sång, jazz, balett och stepp.
Efter utbildningen flyttade Hägglund till Stockholm där han kom i kontakt med olika låtskrivare och producenter. Han började även arbeta för Hasse Wallman samt som frilansande sångare och musiker.

## Diskografi
- 2011 – Spring för livet Album
- 2013 – Bäst före

Guldskiva Album: Spring för livet, Guldskiva singel: Spring för livet. Listetta Svensktoppen 19 veckor (sammanlagt 35 veckor), Vegalistan 29 veckor med Spring för livet. Listetta Vegalistan med Hur gör vi nu. Artist: Sara Varga